# Gàbia
|  | Per a altres significats, vegeu «Gàbia (desambiguació)». |

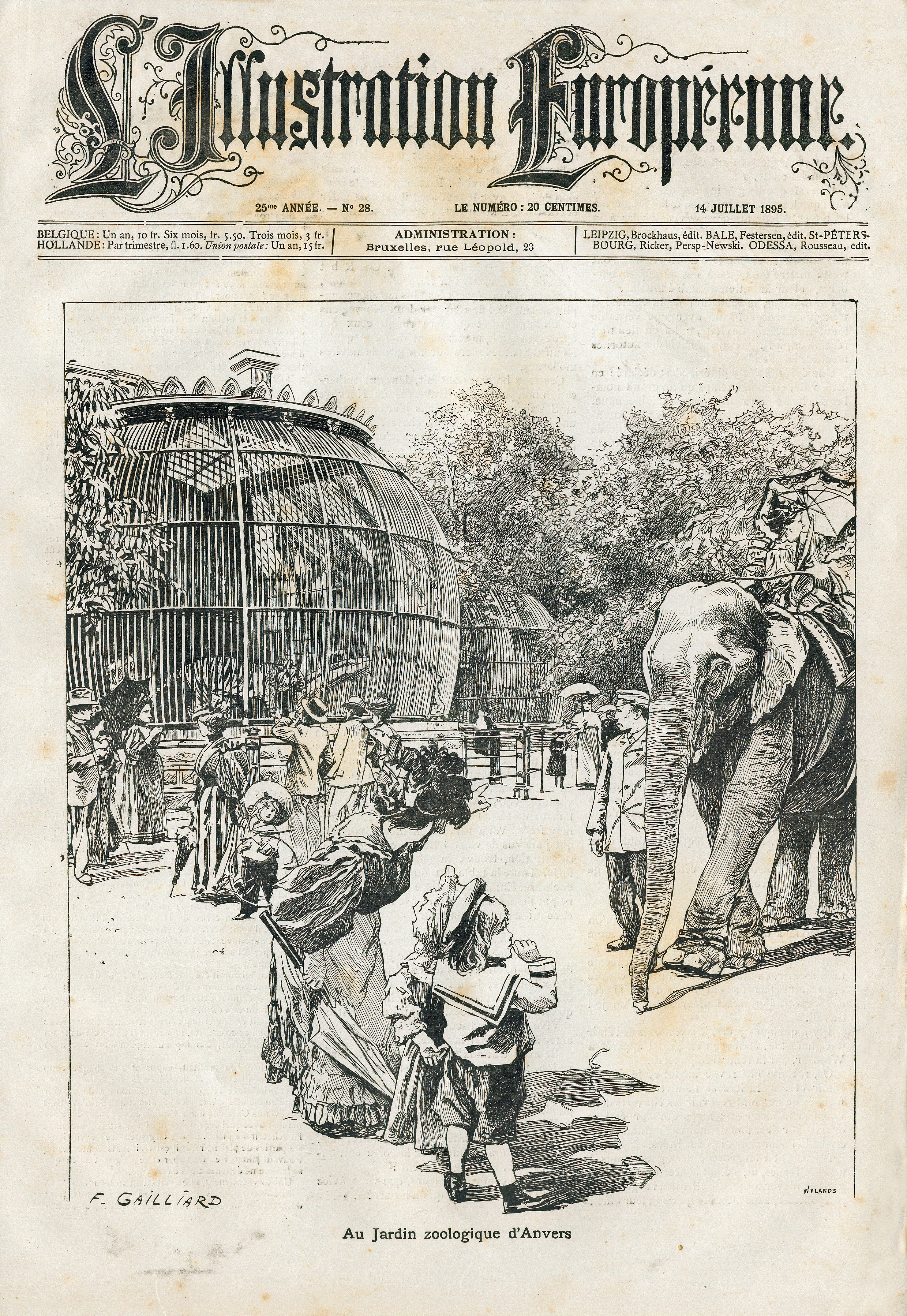
Gabial al parc zoològic d'Anvers a l'any 1895

Una gàbia és una caixa tancada amb parets fetes d'enreixats de filferro de metall, fusta, vímet o altre material resistent, que s'utilitza per mantenir animals captius, en especial els ocells. Quan són més grans es parla de gabial o quan serveixen per a l'observació o la cria d'ocells aviari.
Forma, mida i equip depenen de l'animal que es vulgui tancar i de la funció de la gàbia: sigui per tenir-hi animals en permanència o sigui merament per transportar. Poden tenir al seu interior, entre altres recipients per al menjar, abeuradors, una safata extraïble per retirar els excrements, perxes, pales, joguines, refugis, nius de posta o nius de cria.
Antigament, s'utilitzaven als parcs zoològics i circs per exposar animals al públic. Aquest ús va ser criticat com que no contribuïa al benestar dels animals. La mera exposició d'animals empresonats a gàbies com a curiositats es va abandonar. En l'actualitat als parcs es recreen paisatges que semblen quan més possible a l'hàbitat normal.

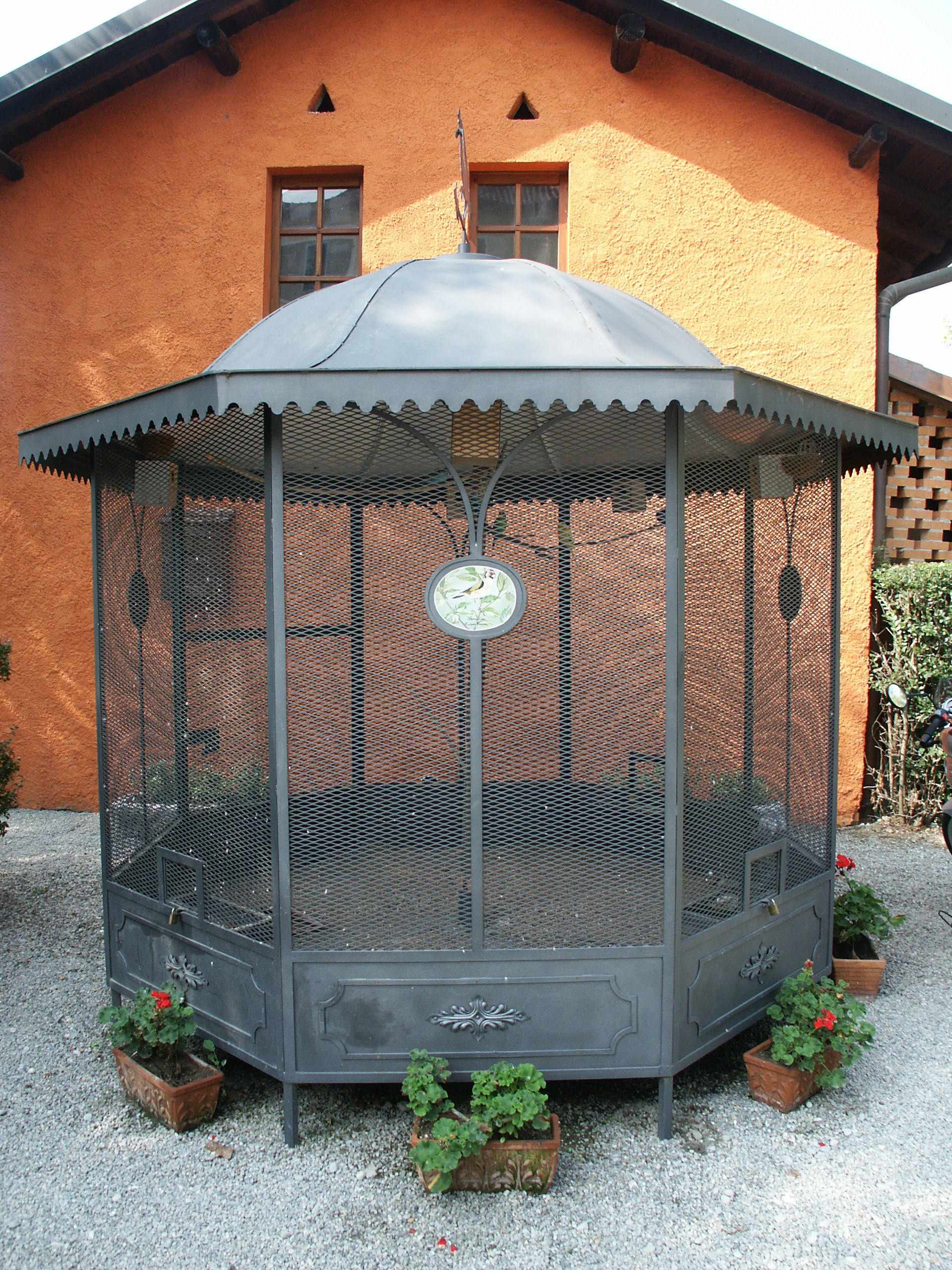
Gàbial per a aus
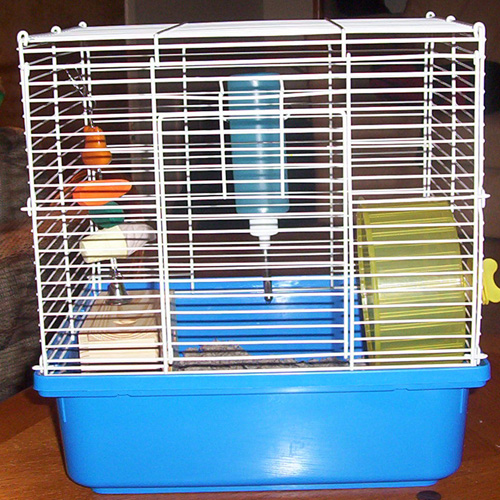
Gàbia de hàmster o altres petits animals
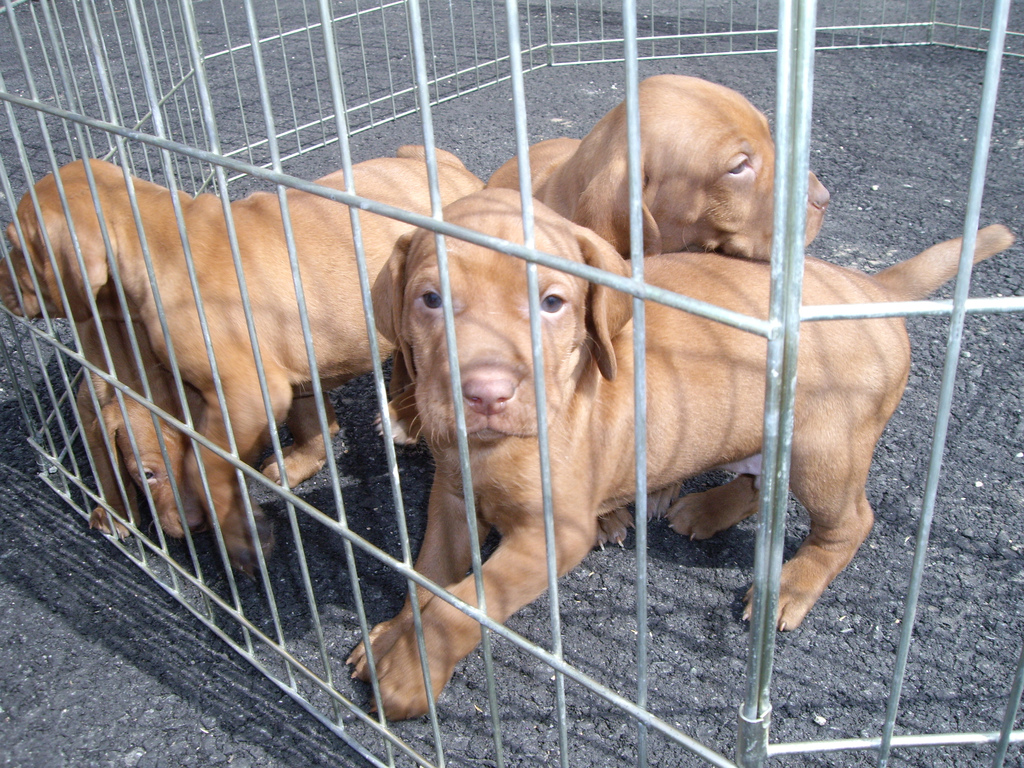
Gàbia per a cadells de gos
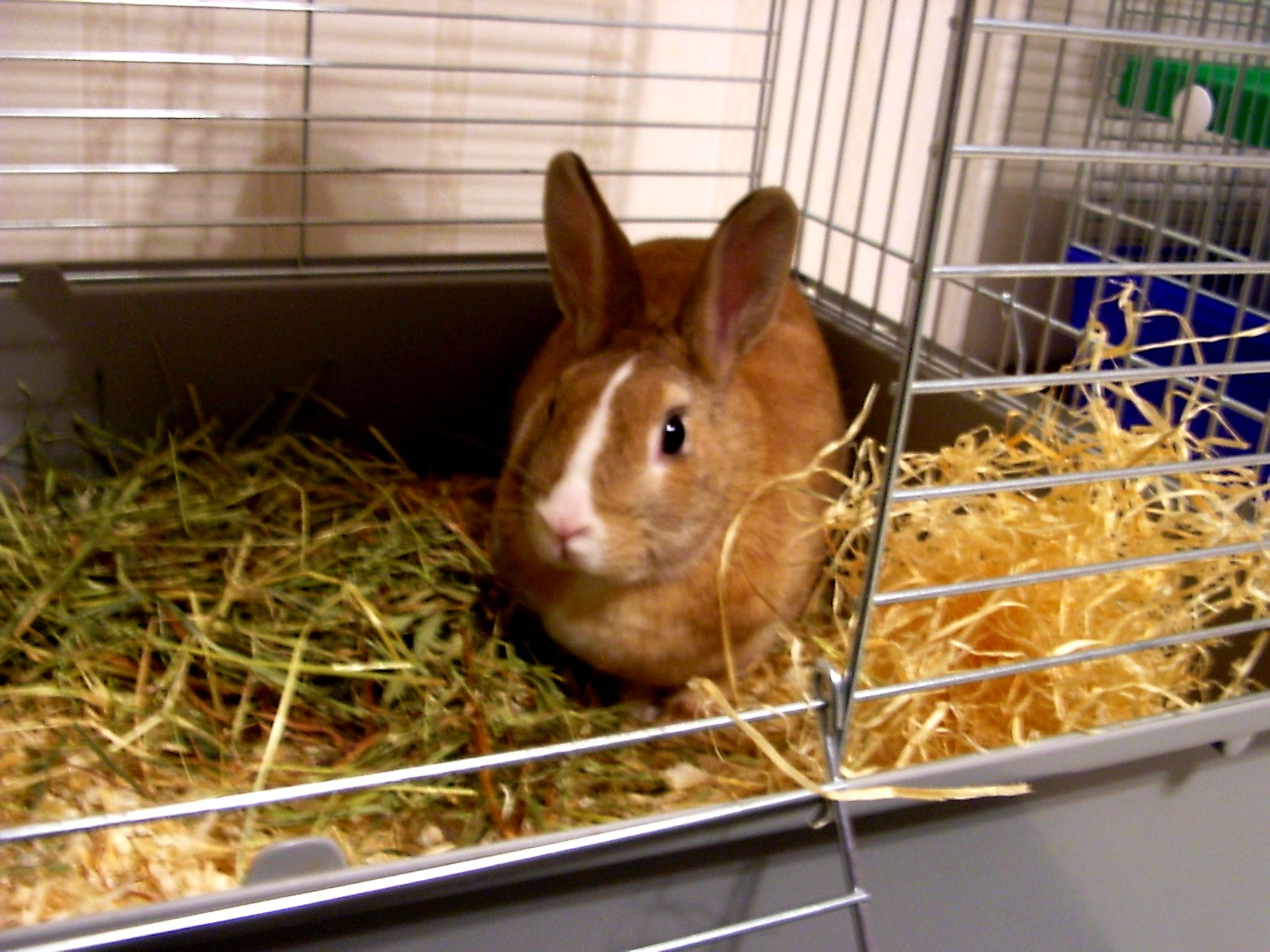
Gàbia per a conills